# Јоже Потрч
Јоже Потрч (Дестерник, код Птуја, 3. април 1903 — Љубљана, 4. октобар 1963) био је лекар и друштвено-политички радник СФР Југославије и СР Словеније.

## Биографија
Рођен је 3. априла 1903. у Дестернику код Птуја. Гимназију је завршио у Птују, а Медицински факултет у Грацу. Још као студент учествовао је у политичком животу. После завршених студија, радио је као лекар у Светом Урбану.
Члан Комунистичке партије Југославије (КПЈ) постао је 1924. године. Због политичке делатности, био је ухапшен и 1930. осуђен на две године затвора. Казну је издржавао у Пожаревцу. Поновно је ухапшен 1936, а затим интерниран у Међуречје, код Ивањице. Током Другог светског рата, налазио се у заробљеништву у Немачкој.
Након рата, првобитно је радио као политички руководилац у Марибору. Од августа 1947. био је министар просвете, науке и културе у влади НР Словеније, а затим министар народног здравља и социјалне политике. Од 1953. је био члан Извршног већа Скупштине НР Словеније.
Био је члан Централног комитета СКЈ, Централног комитета СК Словеније, Савезног одбора ССРН Југославије, члан Председништва Главног одбора ССРН Словеније и Извршног комитета ЦК СКС. Биран је за посланика у Скупштини НР Словеније првог и другог сазива и за посланика Савезној народној скупштини.
Од 1948. до 1952. је уређивао часопис Дело, орган ЦК СК Словеније.
Умро је од срчаног удара 4. октобра 1963. у Љубљани.
Одликован је са више југословенских одликовања, међу којима су Орден народног ослобођења, Орден Републике са златним венцем,  Ордена заслуга за народ са златном звездом, Ордена братства и јединства са златним венцем и Орден рада са црвеном заставом.